# Satyrus minutianus
Satyrus minutianus är en fjärilsart som beskrevs av Hans Fruhstorfer 1911. Satyrus minutianus ingår i släktet Satyrus och familjen praktfjärilar. Inga underarter finns listade.